# Actinopus goloboffi
Espèce
Actinopus goloboffi est une espèce d'araignées mygalomorphes de la famille des Actinopodidae.

## Distribution
Cette espèce est endémique de la province de Catamarca en Argentine,.

## Description
Le mâle holotype mesure 14,04 mm et la femelle paratype 22,20 mm

## Étymologie
Cette espèce est nommée en l'honneur de Pablo A. Goloboff.

## Publication originale
- Ríos-Tamayo, 2014 : A new species of the genus Actinopus (Mygalomorphae: Actinopodidae) from Argentina. Acta Arachnologica, Tokyo, vol. 63, no 2, p. 73-77.